# Hauwa Ibrahim

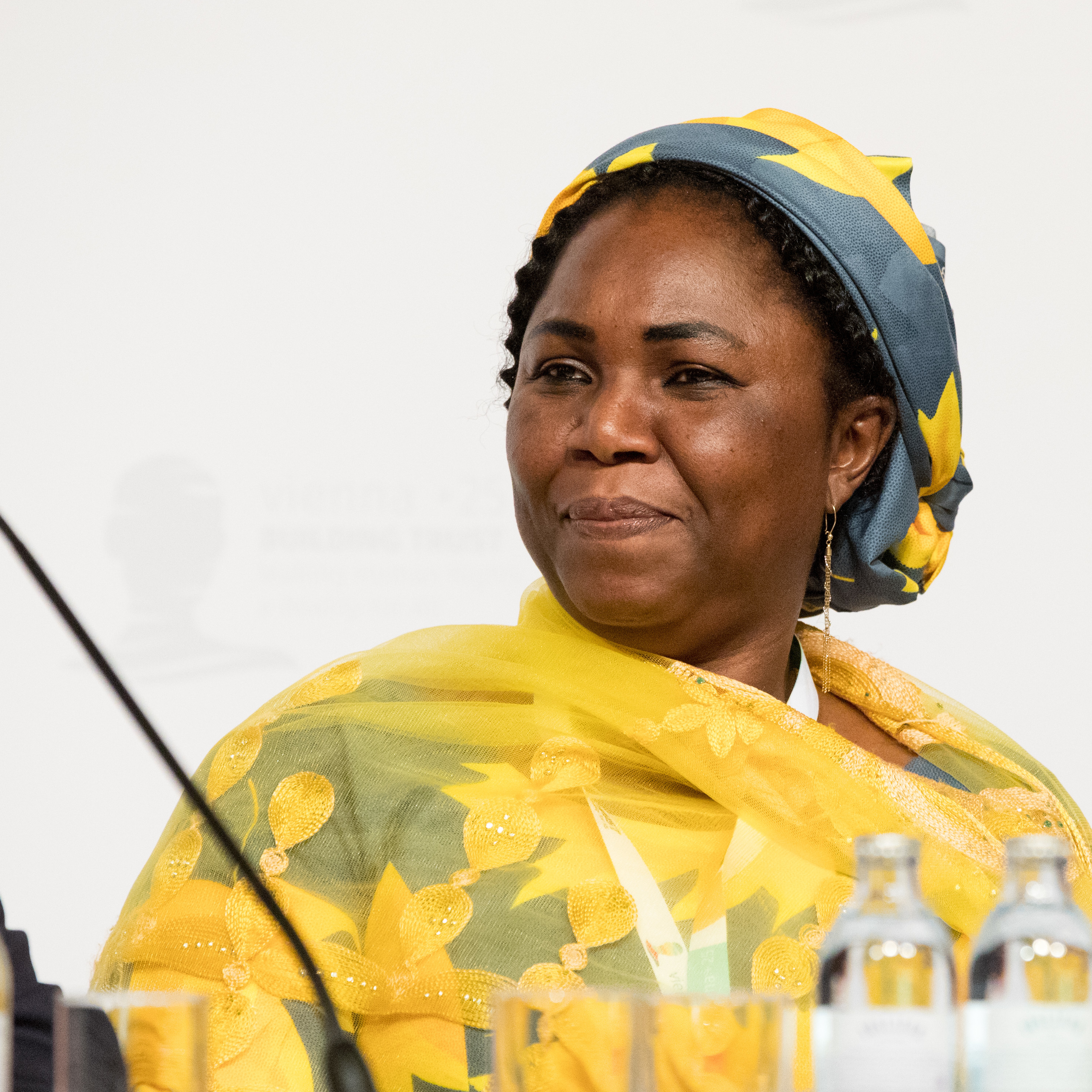
Hauwa Ibrahim (2018)

Hauwa Ibrahim (Gombe, 1968) is een Nigeriaanse mensenrechten-advocate.

## Jeugd en studie
Ibrahim is een dochter van een islamitische moellah en zou op een leeftijd van twaalf jaar de school verlaten en uitgehuwelijkt worden. Ze bood weerstand tegen de wens van haar familie en met de ondersteuning van haar moeder studeerde uiteindelijk rechtsgeleerdheid aan de universiteit van Jos.

## Werk
Na de invoering van de sharia in de twaalf noordelijke provincies van Nigeria sinds 1999 nam ze tientallen mandaten pro bono op zich, die door de Hadd-straf werden bedreigd.
Ibrahim verdedigde met succes onder andere Amina Lawal, Safiya Hussaini en Hafsatu Abubakar die voor overspel ter dood waren veroordeeld door steniging. Zij heeft verder gestreden tegen andere onmenselijke bestraffingen, zoals zweepslagen voor vrouwen of amputatie van ledematen wegens diefstal voor kleine jongens.
Ze heeft zelf als vrouw niet het recht om zelf als advocaat te pleiten voor de verdachten, maar moet daarvoor mannen vragen het woord voor haar te doen.
In de herfst van 2006 was ze gastdocente aan de Saint Louis University School of Law.

## Onderscheiding
In 2004 werd Hauwa Ibrahim samen met de Cubaanse Dames in het Wit en de organisatie Verslaggevers Zonder Grenzen onderscheiden met de Margaret Brent Women Lawyers of Achievement Award van de American Bar Association, een Amerikaanse vereniging van advocaten en rechters.
In 2005 ontving ze de Sacharovprijs voor de Vrijheid van Denken van het Europees Parlement. De Sacharovprijs is bestemd voor personen en organisaties die zich wijden aan de bescherming van de rechten en fundamentele vrijheden van de mens.